# Балдуин Ибелин
Балдуин Ибелин, также известен как Балдуин из Рамлы (фр. Baudouin d'Ibelin; около 1133 — 1187) — влиятельный барон Иерусалимского королевства в XII веке. Второй сын Барисана Ибелина, его братья — старший Гуго и младший Балиан Ибелин.

## Биография
После смерти старшего брата, Гуго, замок Ибелин перешёл к Балдуину, который остался лордом Рамлы и передал Ибелин во владение младшему брату Балиану. Балдуин и Балиан поддержали Раймонда III, графа Триполи, против Миля де Планси в борьбе за регентство при короле Балдуине IV в 1174 году, а в 1177 году братья участвовали в битве при Монжизаре.
В 1177 году Балдуин нанес публичное оскорбление кузену короля графу Филиппу Фландрскому, который хотел, чтобы сестры короля вышли замуж за его вассалов. Филипп в октябре покинул Иерусалим и отправился на север, сражаться с мусульманами на стороне княжества Антиохии. Балдуин де Ибелин был приближенным королевы-вдовы Марии, и, вероятно, его поступок был продиктован желанием самому получить в жёны одну из сестёр короля.
Балдуин попал в плен в битве на реке Иордан в 1179 году. За него заплатил выкуп византийский император Мануил Комнин, после освобождения Балдуин посетил Константинополь в 1180 году. По легенде, император посадил его в кресло и с ног до головы осыпал монетами, предназначавшимися для выкупа. Во время его пребывания в Константинополе император скончался.
В 1183 году он поддержал Раймонда против Ги Лузиньяна, мужа Сибиллы и, к тому моменту, регента при больном проказой Балдуине IV. Балдуин был одним из баронов, советовавших королю короновать сына Сибиллы, Балдуина V, в 1183 году, пока Балдуин IV был ещё жив; это была попытка предотвратить наследование Ги Лузиньяном королевского титула. Балдуин V стал королём, ещё будучи ребёнком, в 1185 году, а в 1186 году, когда Балдуин V умер, Сибилла короновалась вместе с Ги.
Претендент на трон, которого поддерживал Раймонд, Онфруа IV де Торон, отказался от своих претензий и не стал развязывать гражданскую войну, а присоединился к Сибилле и Ги. Все бароны королевства присягнули на верность Ги, кроме Раймонда и Балдуина. Балдуин оставил своего сына под опекой младшего брата Балиана, а сам отправился в Антиохию.
Согласно хронике Эрнуля (позднее продолжение хроники Гийома Тирского, написанное оруженосцем Балиана), Балдуин не любил Ги, потому что сам хотел жениться на Сибилле в 1180. Балдуин и Сибилла вели переписку во время его пребывания в плену, однако фамилия Ибелин не была столь знатной, как французская Лузиньян, и Балдуин потерпел неудачу. Балдуин считал Ги «сумасшедшим и глупцом» и отказался признать его королём (ещё и потому, что Ги приехал из Европы, а Балдуин принадлежал к местной знати). Он отказался вернуться в Иерусалим, чтобы помочь Ги противостоять Саладину и, возможно, умер в добровольном изгнании в 1187 году.

## Семья
В 1157 году Балдуин женился на Ришильде из Бетсана, их дети:
- Томас Ибелин, сеньор Рамлы (умер в 1188)
- Эшива Ибелин (1160—1196), жена короля Кипра Амори Лузиньяна с 1175 года (или ранее), мать короля Гуго I Лузиньяна.
- Стефания Ибелин, жена Амори, виконта Наблуса.

Он развёлся с Ришильдой в 1174 году и женился на Изабелле Готман в 1175 году. Она умерла в 1177 году, а после 1180 года он женился на Марии, дочери Ренье, коннетабля графства Триполи.
Другой Балдуин Ибелин был сыном Жана Старого Ибелина, сеньора Бейрута, который приходится племянником этому Балдуину.